# 沮渠蒙遜
沮渠 蒙遜（そきょ もうそん）は、五胡十六国時代の北涼の第2代王。北涼の実質的建国者。

## 生涯
臨松郡（現在の甘粛省民楽県）盧水胡の出身。代々盧水胡族長を務めた家に生まれた。優れた才能があり、権謀に通じていたために後涼の懿武帝呂光らに恐れられた。このため常に酒を飲んで彼らの目を欺いたという。
龍飛2年（397年）、西秦討伐の失敗の責任を取らされて伯父の沮渠羅仇・沮渠麹粥兄弟が呂光によって誅殺されると、その葬儀の席で宗族数万人の前に呂光の非道を糾弾、後涼からの自立を宣言して挙兵。従兄の沮渠男成と協力して楽涫に迫り、後涼の建康郡太守だった漢人の段業を擁立した。これが北涼の建国である。
天璽3年（401年）に策を弄して沮渠男成と段業を殺害、自ら涼州牧・張掖公を称し北涼の支配者となる。
領域を西秦・南涼・西涼・後涼・後秦・夏・北魏に囲まれ、勢力拡大は困難であったが、強きに従い弱きを討つ巧みな外交を展開して領域を拡大、玄始10年（421年）に西涼を滅ぼして敦煌を支配下に入れ、河西地方全域を支配した。
西秦と対抗するために夏・北魏と提携する一方、江南の東晋・南朝宋へも遣使し涼州牧・河西王に封じられた。だが、承玄4年（431年）に西秦・夏が滅亡すると華北における北魏の影響力が増大したため、北魏に人質を送り涼州牧・涼王に封じられた。
義和3年（433年）に病死、享年66。北魏はその葬儀に使節を派遣し、武宣王と追諡した。

## 宗室

### 高祖父
- 沮渠暉仲帰

### 曾祖父
- 沮渠遮

### 祖父
- 沮渠祁復延

### 父
- 沮渠法弘

### 伯父
- 沮渠羅仇
- 沮渠麹粥

### 弟
- 沮渠拏
- 沮渠漢平

### 従兄
- 沮渠男成

### 王后
- 孟王后

### 子女
- 沮渠政徳
- 沮渠興国
- 沮渠牧犍
- 沮渠菩提
- 沮渠無諱
- 沮渠安周
- 沮渠宜得
- 沮渠秉
- 沮渠董来
- 沮渠奚念
- 興平公主 - 北魏の太武帝（拓跋燾）の右昭儀

## 伝記史料
- 『魏書』巻九十九 列伝第八十七 盧水胡沮渠蒙遜伝
- 『北史』巻九十三 列伝第八十一 沮渠蒙遜伝